# Karlskrona (đô thị)
Đô thị Karlskrona (Karlskrona kommun) là một đô thị ở hạt Blekinge, phía nam Thụy Điển. Các đơn vị giáp ranh: đô thị Emmaboda, đô thị Torsås và đô thị Ronneby. Thủ phủ là thành phố Karlskrona.

## Các đơn vị dân cư trực thuộc
Có 18 khu vực đô thị (cũng gọi là Tätort hay đơn vị địa phương) ở đô thị Karlskrona.
Bảng dưới đây liệt kê các đơn vị trực thuộc của đô thị này theo quy mô dân số thời điểm 31 tháng 12 năm 2005. Thủ phủ được bôi đậm.
| #  | Địa phương                 | Dân số |
| -- | -------------------------- | ------ |
| 1  | Karlskrona                 | 32,606 |
| 2  | Rödeby                     | 3.356  |
| 3  | Nättraby                   | 3.053  |
| 4  | Jämjö                      | 2.596  |
| 5  | Hasslö                     | 1.643  |
| 6  | Sturkö                     | 1.293  |
| 7  | Fridlevstad                | 697    |
| 8  | Tving                      | 477    |
| 9  | Torhamn                    | 473    |
| 10 | Spjutsbygd                 | 422    |
| 11 | Fågelmara                  | 398    |
| 12 | Skavkulla och Skillingenäs | 380    |
| 13 | Holmsjö                    | 347    |
| 14 | Drottningskär              | 328    |
| 15 | Gängletorp                 | 276    |
| 16 | Kättilsmåla                | 238    |
| 17 | Nävragöl                   | 229    |
| 18 | Brömsebro                  | 213    |

## Giáo khu
Các giáo khu xếp theo thứ tự thành phố và hundreds:
1. Karlskrona
  - Giáo khuKarlskrona City
  - Giáo khu Royal Karlskrona Admiralty
2. Eastern Hundred
  - Giáo khuAugerum
  - Giáo khuFlymen
  - Giáo khuJämjö
  - Giáo khuKristianopel
  - Giáo khuLösen
  - Giáo khuRamdala
  - Giáo khuRödeby
  - Giáo khuSturkö
  - Giáo khuTorhamn
  - Giáo khuVirserum
3. Medelstad Hundred
  - Giáo khuAspö
  - Giáo khuFridlevstad
  - Giáo khuHasslö
  - Giáo khuNättraby
  - Giáo khuSillhövda
  - Giáo khuTving
  - Giáo khuHästö